# Забродин, Иван Александрович
Иван Александрович Забродин (27 июля 1930, село Красная Балка, теперь Барвенковского района Харьковской области — 19 марта 2004, Киев) — советский государственный деятель, министр финансов Украинской ССР. Депутат Верховного Совета УССР 11-го созыва (с 1987 года). Народный депутат СССР в 1989—1991 годах.

## Биография
Родился в семье колхозников.
Окончил Харьковский финансово-кредитный техникум.
Более 40 лет проработал в финансовых органах. После окончания техникума полгода работал инспектором-ревизором бюджетного отдела Черниговского областного финансового отдела. Служил четыре года в Советской армии.
В 1954—1961 г. — инспектор, старший налоговый инспектор, начальник бюджетного отдела Краматорского городского финансового отдела Донецкой области.
Член КПСС.
В 1961 году окончил заочно Киевский институт народного хозяйства.
В 1961—1970 г. — заведующий Краматорского городского финансового отдела Донецкой области.
В 1970—1979 г. — заведующий Донецкого областного финансового отдела.
В 1979 — марте 1987 г. — 1-й заместитель министра финансов Украинской ССР.
6 марта 1987—1990 г. — министр финансов Украинской ССР.
С 1990 г. — на пенсии.
Умер 19 марта 2004 года в Киеве. Похоронен на Байковом кладбище.

## Семья
Жена — Гончаренко Евгения Петровна. Дети — дочери Татьяна и Ирина.

## Награды
- ордена
- медали

## Ссылка
- Последние депутаты последнего Верховного Совета СССР по алфавиту: ЗАБРОДИН Иван Александрович Архивная копия от 5 марта 2016 на Wayback Machine